# Diecezja San Cristóbal de Venezuela
Diecezja San Cristóbal de Venezuela (łac. Dioecesis Sancti Christophori in Venetiola) – diecezja Kościoła rzymskokatolickiego w Wenezueli. Należy do archidiecezji Mérida. Została erygowana 12 października 1922 przez papieża Piusa XI mocą konstytucji apostolskiej Ad munus.

## Biskupi diecezjalni
- Tomás Antonio Díaz Sanmiguel (1923 - 1939)
- Rafael Arias Ignacio Blanco (1939 - 1952)
- Alejandro Fernández Feo-Tinoco (1952 - 1984)
- Marco Tulio Ramírez Roa (1984 - 1998)
- Mario Moronta (1999 - 2024)
- Lisandro Alirio Rivas Durán (od 2024)